# Maria Boström
Maria Boström, känd som Långa Maricken, var en svensk konventikelpredikant, verksam på 1700-talet i trakten av sina bosättningsorter Göteborg och Kungälv.
Maria Boström var gift med en artillerist och bosatt med honom i garnisonerna i Göteborg och på Bohus fästning. Boström beskrivs som lång och ståtlig men ökänd för sitt temperament och ska ha gjort sig till en "fasa" för sin omgivning. Hon utsattes ofta för tortyrinstrumentet "spanska fiolen", som användes för att disciplinera soldathustrur inom garnisonen. Denna placerades om offrets hals och händer, och offret fick därefter gå, medan man då och då ryckte i halsen. 
I Skepplanda pastorat, 2–3 mil nordost om Kungälv,  hade hon som ledare för en grupp kvinnor gjort sig känd som konventikelpredikant. Hon anmäldes för sin verksamhet. Boström bestraffades återigen med spanska fiolen. Hon ska vid detta tillfälle ha utropat:
| ” | Här finnes icke frihet, hvarken i det ena eller andra. Mången stor fältherres, mången stor mans minne har i Bohus’ nejder förbleknat. Långa Marickens lefver. – O, menskliga storhet! | „ |

Maria Boström är nämnd i Wilhelmina Ståhlbergs Anteckningar om svenska qvinnor från 1864. Detta verk ger ingen antydan om när hon levde och visar ingen förståelse för hennes andliga verksamhet. Konventikelplakatet, som förbjöd relgiösa sammankomster utan kyrklig sanktion, är från 1726, och Bohus fästning lades ned 1786. Dessa årtal ger de möjliga ytterpunkterna för de Maria Boströms verksamhet.  På Bohus fästning satt  radikalpietististen Thomas Leopold] (1693–1771) de sista 25 åren av sina 43 år i fängelse. 